# Birra Raffo
(Pacefatta, Assìm pàcce p'l' chiangarèdde - Disco, 1997)
La Raffo è una birra lager italiana prodotta dal 1919 al 1987 nella birreria omonima di Taranto, dov'è appunto nata. Nel 1961 il marchio è stato ceduto al gruppo Peroni, il quale dal 2016 fa parte del gruppo giapponese Asahi.
La birra Raffo è per antonomasia "la birra dei tarantini", rappresentando quindi uno dei migliori esempi di marchi locali, visto che la stessa birra rappresenta un pezzo della storia tarantina, e un forte legame col prodotto.

## Storia

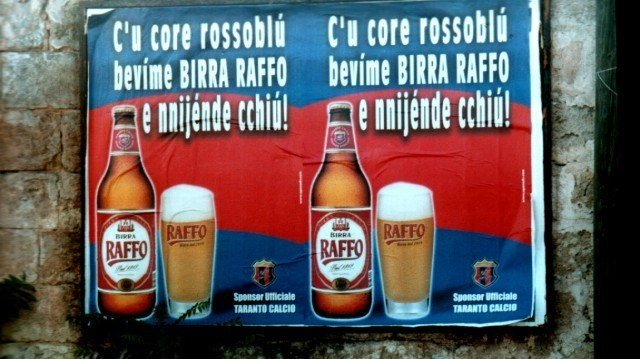
Manifesto pubblicitario in dialetto tarantino.

La sua storia comincia nel 1919, quando Vitantonio Raffo inaugura lo stabilimento di produzione "Fabbrica di Birra e Ghiaccio" a Taranto, in via d'Aquino 68. Due anni più tardi la prima cotta; la birra veniva poi conservata in barili di rovere da 20 litri, mentre le prime bottiglie (900 e 350 cl) erano commercializzate con la dicitura “Birra Raffo-Taranto”. Durante la guerra, allora in corso, nel 1943, in seguito all'armistizio, la birreria interrompe la produzione e la fabbrica viene utilizzata dalle truppe alleate come deposito di automezzi. Terminata la guerra, la produzione riprende nel 1946 e prosegue la gestione familiare con i fratelli Nicola e Domenico Raffo; inizia quindi un periodo di crescita ed espansione che porta la birra del marchio a essere distribuita anche nelle regioni vicine, Calabria e Basilicata. La gestione familiare si protrae fino al 1961, quando il marchio viene ceduto al gruppo Peroni, che ne conserva anche la ricetta, lo stabilimento e le maestranze. Negli anni settanta ne vengono prodotti circa 48 000 ettolitri, grazie alla sua diffusione anche in Basilicata, Lazio e Campania oltre che in Puglia, regione che annovera da sempre il maggior numero di estimatori. Nel 1987 il gruppo Peroni decide di chiudere lo stabilimento di Taranto e di trasferire la produzione a Bari, ponendo fine a un importante capitolo di storia industriale della città. Ciononostante il marchio continuò a rappresentare la birra più bevuta della città dei due mari. Nel 2008, in seguito al risultato del sondaggio "Sono Tarantino, quindi decido IO", organizzato dal Gruppo Peroni, viene deciso un rinnovamento grafico dell'etichetta della birra, che ora prevede come novità la presenza del logo di Taras, simbolo della città di Taranto, al di sotto della scritta "Raffo" e l'introduzione dei colori rosso e blu che dividono l'etichetta creando un effetto sole e mare. A partire dal 1992, con una serie di interruzioni, e definitivamente dal 2013, è sponsor ufficiale del Taranto FC.
Oggi la birra viene prodotta negli stabilimenti Peroni, con sede a Roma e Bari. Dal 2024, per celebrare i 105 anni dalla fondazione, la birra Raffo viene distribuita su tutto il territorio nazionale, accompagnata da una campagna promozionale della birra Raffo classica e della nuova birra Raffo a lavorazione grezza, fatta con cereali non raffinati.